# Pattie Mallette
Patricia Elizabeth Mallette, nota come Pattie Mallette (Stratford, 2 aprile 1975), è una scrittrice e produttrice cinematografica canadese, madre del cantante Justin Bieber.
La sua autobiografia, Nowhere but Up, è stata pubblicata nel 2012 dall'editore di libri cristiani Revell ed era al 17º posto nella classifica dei best seller del New York Times durante la sua prima settimana di uscita.

## Biografia

### Infanzia
Pattie Mallette è nata il 2 aprile 1975 a Stratford, Ontario, di origine francese-canadese. Figlia di Diane Henry e Bruce Mallette. Sua sorella maggiore è stata uccisa all'età di 5 anni, quando è stata colpita da un veicolo mentre attraversava la strada. Ha un fratello maggiore di nome Chris.
Mallette ha affermato che la sua infanzia è stata dominata da violenze sessuali, infatti la prima molestia è all'età di 3 anni. Gli autori del reato includevano il babysitter, il nonno di uno dei suoi amici e alcuni bambini del vicinato. Il suo libro descrive gli abusi sessuali che continuano fino all'età di 14 anni, seguiti da un episodio di stupro all'età di 15 anni. Sugli abusi disse: "Sono stata violata sessualmente così tante volte che con il passare degli anni cominciò a sembrare normale."

### Adolescenza
Fin da bambina, Mallette mostrò interesse per la recitazione e il canto. All'età di nove anni, iniziò a comparire in programmi televisivi locali, tra cui Romper Room e Big Top Talent, una gara di cibo per bambini trasmessa localmente. Quando aveva 10 anni, fu scelta per due spettacoli teatrali allo Stratford Shakespeare Festival (ogni anno porta oltre mezzo milione di turisti in città). Durante le scuole medie e superiori, prese tutte le lezioni di teatro e coro disponibili, insieme a sette anni di danza. Dopo aver ottenuto numerosi trofei e premi per il canto e la recitazione, fu ingaggiata da un talent con sede a Toronto. Quando le audizioni richiesero di viaggiare per 1 ora e mezza a Toronto, ogni fine settimana, i suoi genitori non furono disposti ad assumersi tale impegno, il che lasciò Mallette psicologicamente devastata.
A 14 anni iniziò a dipendere da droghe (crack, marijuana, LSD) e alcol, oltre a commettere reati come taccheggio e rapine. Inoltre, commise atti di vandalismo ai danni della proprietà della scuola, più precisamente innescò un incendio nei bagni, per punizione venne sospesa. Quando aveva 15 anni, iniziò una relazione con Jeremy Bieber, che durò quattro anni. Lasciò la casa dei suoi genitori a soli 16 anni, sostenendosi attraverso furti e spaccio di droga. Durante tale periodo, sperimentò la solitudine, la depressione e l'idea suicida. A 17 anni tentò il suicidio gettandosi sotto un camion, il che portò a un periodo di riposo in un reparto mentale. In quel periodo, abbracciò la fede cristiana.
Dopo le dimissioni dall'ospedale, Mallette riallacciò amicizie che però non conciliavano con la sua religione. Riprese i contatti anche con Jeremy Bieber dal quale, sei mesi dopo, rimase incinta. Mallette diede alla luce il figlio, Justin, il 1º marzo 1994 a London, in Ontario, un mese prima del suo 19º compleanno. Mallette e Jeremy si separarono 2 mesi dopo la nascita del bambino, il quale fu allevato insieme ai nonni materni. Mallette rimase una figura determinante anche per i migliori amici di Justin: Chaz Somers e Ryan Butler.

## Carriera

### Musica
Mallette ha incoraggiato i talenti del figlio poiché si accorse che a 2 anni già iniziava a mostrare interesse per la musica. Nel 2007, è entrata a far parte con suo figlio Justin nel talent show locale "Stratford Star" dove ha cantato la canzone di Ne-Yo, "So Sick", finendo terzo nella competizione. Mallette ha pubblicato un video della performance su YouTube per la visualizzazione da parte di familiari e amici, e ha continuato a caricare video delle performance successive man mano che la popolarità online di suo figlio cresceva.

### Scrittura
Nel settembre 2012, la sua autobiografia, Nowhere but Up, è stata pubblicata dall'editore di libri cristiani Revell. Il libro parla della sua scarsa educazione e della trasformazione personale e di modificare l'abbandono e la genitorialità single in una forte fede e in una vita piena di grazia e speranza.
Nella prima settimana di pubblicazione, è stato elencato alla posizione 17 nell'elenco dei best seller del New York Times. Il libro ha ricevuto stampa internazionale ed è stato recensito dai media di tutto il mondo.

## Filmografia
Apparizioni cinematografiche e televisive
- 2011: Biebermania! (documentario) - come se stessa
- 2011: Justin Bieber: Never Say Never (documentario) - come se stessa
- 2012: Today Show (serie televisiva) - come se stessa
- 2012: Weekend Today (serie televisiva) - come se stessa
- 2012: Huckabee (serie televisiva) - come se stessa
- 2012: The Hour (serie televisiva) - come se stessa
- 2013: Justin Bieber's Believe (documentario) - come se stessa
- 2015: "Comedy Central Roast of Justin Bieber" (serie televisiva) - come se stessa

Film come produttore esecutivo
- 2012: To Love Love on Her Arms - Produttore esecutivo
- 2013: Crescendo (cortometraggio) - Produttore esecutivo

## Opere
- Pattie Mallette e AJ Gregory (2012) - Nowhere but Up: la storia della mamma di Justin Bieber, Revell, 220 pagine. ISBN 978-0800721893